# Steinen (Baden)
Steinen település Németországban, azon belül Baden-Württembergben. Lakosainak száma 10 255 fő (2023. december 31.). Steinen Lörrach és Kandern községekkel határos.

## Népesség
A település népessége az elmúlt években az alábbi módon változott:
| Lakosok száma | 6592 | 7134 | 7903 | 7988 | 8863 | 9775 | 10 005 | 10 023 | 9777 | 10 255 |
|               | 1961 | 1967 | 1974 | 1980 | 1987 | 1993 | 2000   | 2006   | 2013 | 2023   |